# NGC 1851
NGC 1851, även känd som Caldwell 73, är en klotformig stjärnhop i stjärnbild Duvan. Hopen upptäcktes i 1826 av den skotske atronomen James Dunlop, som beskrev den som "inte särskilt ljus men mycket stor, rund, väl upplöst och tydligt bestående av stjärnor". Den är belägen 39 500 ljusår från solen, och 54 100 ljusår från Vintergatans centrum. Hopen följer en mycket excentrisk bana genom galaxen, med en excentricitet på ca 0,7.

## Egenskaper
NGC 1851 har Shapley–Sawyer Concentration Class II, som anger en tät central koncentration. Den har en av de högsta koncentrationerna som är kända om klotformiga stjärnhopar i Vintergatan. De ingående stjärnorna delas i två separata populationer av underjättestjärnor, där den ljusare gruppen är mer koncentrerad till de yttre regionerna av hopen. Hopens ålder är beräknad till 9,2 miljarder år och har en sammanlagd massa av 551 000 solmassor.
NGC 1851  är omgiven av en diffus gloria av stjärnor som sträcker sig ut till en radie av 240 parsek eller mer. Detta förhållande, om det kombineras med brist på tidvattenssvans eller tillhörande ström av stjärnor, antyder att hopen kan vara en avskalad dvärggalaxkärna, liknande Omega Centauri, som har tagits upp av Vintergatan. Tidvattenssvansen finns dock fortfarande. Det är också möjligt att hopen är resultatet av sammanläggning av två separata stjärnhopar, men det faktum att de skulle behöva ha samma metallicitet – det astronomer benämner överskott av element andra än väte och helium – gör detta scenario mindre troligt.
PSR J0514-4002A är en millisekundpulsar i NGC 1851. Den kretsar kring ett massivt objekt som också kan vara en neutronstjärna. Paret har en omloppsperiod på 18,8 dygn med en stor excentricitet på 0,89. 43 RR Lyrae variabler har upptäckts i hopen, vilket visar att den är av Oosterhoff typ I men har egenskaper som liknar typ II. Två populationer av stjärnor på horisontella jättegrenen har observerats och de har en åldersskillnad på cirka två miljarder år. Spektroskopisk analys av de röda stjärnorna på jättegrenen antyder att det faktiskt finns tre olika populationer av stjärnor i hopen.